# Ragnar
Ragnar je mužské křestní jméno germánského původu. Pochází ze slov raʒina-  „rada, rozhodnutí“ (starogermánština); regin „rada, usnesení, moc, síla (Bohů)“ (staroseverština); rǫgn „rada, usnesení, síla“ (gótština) a her „charja, haria, harja(z)“ „armáda, vojsko“ (starogermánština); harjar „bojovník“, „velitel armády“ (praseverština) a (staroseverština); -arr, heri (starosasština, starohornoněmčina).

## Známí nositelé
- Ragnar Frisch, norský ekonom
- Ragnar Granit, finsko-švédský neurofyziolog a nositel Nobelovy ceny
- Ólafur Ragnar Grímsson
- Ragnar Klavan, estonský fotbalový obránce
- Ragnar Lodbrok, legendární vikingský vůdce
- Ragnar Lundberg, švédský atlet
- Ragnar Tørnquist, norský herní vývojář a autor
- Ragnar Sigurðsson